# Gautam Bhattacharyya
Gautam Sumit Kumar Bhattacharyya, född 12 mars 1971, är en svensk diplomat.
Bhattacharyya har tidigare tjänstgjort på bland annat Sveriges ambassader i New Delhi och Santiago de Chile. Han är sedan 1 september 2022 Sveriges ambassadör i Qatar. 